# Puente de la Pechina
El puente de la Pechina es uno de los puentes que se encuentran en la ciudad de Alcoy (provincia de Alicante, Comunidad Valenciana, España). Es obra del arquitecto Eduardo Miera y sus obras se realizaron entre los años 1861 y 1863.

## Descripción
Fue construido para ejecutar la carretera de Játiva a Alicante en 1861. El puente salva un barranco entre la avenida de la Alameda Camilo Sesto y la avenida de Juan Gil-Albert, uniendo ambos viales. 
Consta de cinco arcos de medio punto de 11,15 metros y dispone de una altura considerable de 28,60 metros. Es un puente construido en piedra, con un dibujo cuidado al detalle, cuidadosamente trabajado. Fue ampliado con una losa volada de hormigón armado.